# Giorgio Bravi
Giorgio Bravi (Roma, 31 maggio 1936 – Roma, 19 dicembre 2003) è stato un calciatore e allenatore di calcio italiano.

## Palmarès

### Giocatore

#### Club

##### Competizioni nazionali
- Coppa Italia: 1

Lazio: 1958